# 阿格拉縣
阿格拉縣是印度的一個縣，位於該國北部，由北方邦負責管轄，面積4,027平方公里，識字率為69.44%，人口在2001至2011年期間增長21%，2011年普查人口總數為4,380,793人，人口密度每平方公里1,088人。

## 外部連結
- Official Agra district website （页面存档备份，存于）
- Pin Codes for Agra District （页面存档备份，存于）
- Map for Agra District （页面存档备份，存于）

27°05′N 77°58′E / 27.083°N 77.967°E